# چول‌قوشچی
چول‌قوشچی (به لاتین: Çölquşçu) یک منطقه مسکونی در جمهوری آذربایجان است که در شهرستان شابران واقع شده است. چول‌قوشچی ۷۲۰ نفر جمعیت دارد.